# Boltonia lautureana
Boltonia lautureana là một loài thực vật có hoa trong họ Cúc.